# Caledanapis pilupilu
Caledanapis pilupilu – gatunek pająka z rodziny Anapidae. Zamieszkuje Nową Kaledonię. Zasiedla ściółkę.

## Taksonomia
Gatunek ten opisany został po raz pierwszy w 1981 roku Paola Marcella Brignoliego na łamach „Revue Suisse de Zoologie” pod nazwą Anapogonia pilupilu. Jako lokalizację typową wskazano Grottes d`Adio w okolicy miejscowości Poya na Nowej Kaledonii. Epitet gatunkowy oznacza w języku autochtonicznej ludności „kanibalistyczną ucztę”. Do rodzaju Caledanapis gatunek ten przeniesiony został w 1989 roku przez Normana I. Platnicka i Raymonda Roberta Forstera na łamach „Bulletin of the American Museum of Natural History”.

## Morfologia
Jedyny zmierzony samiec ma 1,41 mm długości ciała przy karapaksie długości 0,78 mm i szerokości 0,57 mm, a jedyna zmierzona samica 1,41 mm długości ciała przy karapaksie długości 0,75 mm i szerokości 0,55 mm. Ubarwienie karapaksu jest rude do ciemnopomarańczowego. Część głowowa ma cztery guzki ze szczecinkami, a część tułowiowa jedną, położoną przednio-środkowo ich parę. Sześcioro oczu rozmieszczonych jest w dwóch rzędach – zanikowi uległa para przednio-środkowa. Oczy pary tylno-środkowej stykają się ze sobą, w widoku przednim leżą wyżej niż oczy pary tylno-bocznej, a w widoku grzbietowym bardziej z przodu niż one. Oczy tylno-boczne stykają się z oczami przednio-bocznymi i oddalone są od tylno-środkowych o dwukrotność średnicy. Nadustek jest u samca prawie pięciokrotnie, a u samicy dwukrotnie wyższy niż średnica oczu przednio-bocznych. Szczękoczułki są rudobrązowe, na przedniej krawędzi zaopatrzone w trzy zęby, z których dwa odsiebne zlane są w jedną strukturę na wspólnej płytce. Prawie pionowa, dłuższa niż szeroka warga dolna ma wcięty wierzchołek i długą ostrogę. Ciemnorudobrązowe z jaśniejszymi częściami odsiebnymi szczęki zaopatrzone są w skopule i serrule. Sternum jest rude, pomarszczone, prawie owalne w zarysie. Odnóża są pomarańczowe, porośnięte delikatnymi szczecinkami. Kolejność par odnóży od najdłuższej do najkrótszej to I, II, IV, III. Uda, a w przypadku pierwszej pary też golenie i nadstopia zaopatrzone są w guzki, u samca znaczniej silniej wykształcone niż u samicy. Opistosoma (odwłok) samca jest szarawa z żółtą, motylkowatą plamką z tyłu i białym znakiem za nią, samicy zaś szara z białym pasem środkowym. Genitalia samicy mają środkową spermatekę pojedynczą, skierowaną ku tyłowi, na przedzie dwukrotnie szerszą niż w tyle. Nogogłaszczki samca mają rzepkę z wykrojoną brzusznie częścią odsiebną i apofizą dystalno-wentralną oraz goleń niemal zlaną z cymbium.

## Ekologia i występowanie
Pająk ten występuje endemicznie w lasach suchych oraz równikowych lasach deszczowych Nowej Kaledonii. Znajdywany jest na rzędnych od 400 do 550 m n.p.m. Zasiedla ściółkę.